# Ignacio Juricic
Ignacio Juricic Merillán (Santiago de Chile, 1990) es un director y guionista chileno. Su obra se caracteriza por abordar temáticas sociales, especialmente relacionadas con la comunidad LGBTQ+ y los derechos humanos en Chile.

## Biografía
Estudió Dirección Audiovisual en la Universidad de Chile. Desde sus primeras obras, ha explorado historias íntimas que retratan la marginalidad, la discriminación y la memoria. Se dio a conocer internacionalmente con su cortometraje de 2015, Locas Perdidas, ganador del Segundo Premio de la Cinéfondation y la Queer Palm al Mejor Cortometraje LGBT en el Festival de Cannes.
En 2025, fue curador de la categoría Queer en el Vierte Welle Film Festival, un festival internacional de cortometrajes feministas y queer celebrado en Berlín. En esta sección, seleccionó siete cortometrajes que exploran la identidad, la sexualidad y el género a través de diversas historias y contextos. En su declaración como curador, comentó: 

«Los filmes en esta sección exploran la identidad, la sexualidad y el género a través de diversas historias, narrativas y lugares, encontrando y creando comunidades complejas donde podemos estar juntos. El concepto de 'Queer' tiene múltiples interpretaciones, y esta es una aproximación a los diversos significados que podemos encontrar para él».

## Estilo
Su cine se caracteriza por un estilo sobrio y contemplativo, centrado en el uso de planos fijos y diálogos íntimos. Aborda temas como la homofobia, la memoria histórica, la violencia institucional y los medios de comunicación, y sus personajes suelen ser marginados sociales cuyas historias generan reflexiones sobre la justicia y la representación.

## Premios
- Segundo Premio Cinéfondation – Festival de Cannes (2015) por Locas Perdidas
- Queer Palm al Mejor Cortometraje LGBT – Festival de Cannes (2015)[1]
- Mención Especial del Jurado – Festival Internacional de Cine de Valdivia (por Enigma)
- Mejor Dirección Artística, Mejor Actriz (Roxana Campos) y Premio del Jurado Joven – FECICH (por Enigma)

## Filmografía

### Cortometrajes
- La toma (2013)
- Contracancha (2013)
- Locas Perdidas (2015): Cortometraje de 28 minutos sobre Rodrigo, un joven transformista que es arrestado en una discoteca. La historia se ambienta en los años 90 y denuncia la persecución institucional hacia homosexuales en Chile.[1]

### Largometrajes
- Enigma (2018): Inspirado en el caso real del asesinato de Mónica Briones en 1984, el film narra la historia de Nancy, madre de una joven lesbiana asesinada, que es contactada por un programa de televisión para hablar del caso. El largometraje participó en festivales internacionales como Festival de San Sebastián, Festival de Cine de Lima y Festival Internacional del Nuevo Cine Latinoamericano en La Habana.[4]